# Lauritz Melchior

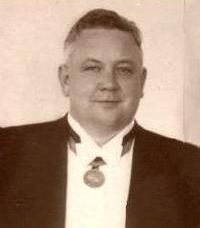
Lauritz Melchior

Lauritz Lebrecht Hommel Melchior (Kopenhagen, 20 maart 1890 - Santa Monica (Californië), 18 maart 1973) was een Deense operazanger (heldentenor), die geldt als een der grootste Wagnertenors van de eerste helft van de 20e eeuw. Hij had vanaf 1947 de Amerikaanse nationaliteit.

## Leven en werk
Melchior trad al vroeg op als jongenssopraan. Als jonge volwassene studeerde hij zangkunst aan de Koninklijke Operaschool in Kopenhagen. Hij was oorspronkelijk bariton en zong soms zelfs baspartijen. Hij maakte in 1913 zijn debuut in Det Kongelige Teater in de rol van Sylvio in Pagliacci van Leoncavallo. Vervolgens nam hij les bij de Deense Wagnertenor Vilhelm Herold, die hem omschoolde tot tenor. Zijn eerste grote Wagnerrol was die van Tannhäuser in 1918, maar hij bleef tot 1921 ook nog baritonpartijen zingen. In dat jaar vertrok hij naar München, waar hij zich verder specialiseerde in Wagner als voorbereiding op zijn internationale carrière, die hem al snel in de grote operahuizen bracht: in 1924 in het Royal Opera House (Covent Garden) in Londen en de Bayreuther Festspiele en een jaar later in de Wiener Staatsoper. Op 17 februari 1926 debuteerde hij met groot succes in de Metropolitan Opera in New York. Ook in Bayreuth kwam hij tot 1931 elk jaar terug. Hij maakte furore met zijn krachtige, heldere tenorstem, waarin het baritontimbre hoorbaar bleef. Hij trad overal in de westerse wereld op, met alle beroemde dirigenten en naast alle operasterren van zijn tijd. Hij zong alle grote tenorrollen van Wagner en sporadisch in opera's van andere componisten, waaronder Fidelio van Beethoven en Otello van Verdi. In de jaren 1945-1953 werd hij ook ontdekt als musicalster: hij heeft gespeeld en gezongen in vijf musicalfilms van MGM en Paramount.
Hij bleef verbonden aan de New Yorkse Met, waar hij 519 opera-opvoeringen heeft gezongen totdat op 2 februari 1950, op 59-jarige leeftijd, een abrupt einde kwam aan zijn carrière. De reden daarvan is nooit opgehelderd. Intendant Rudolf Bing verklaarde dat zijn stem was achteruitgegaan, maar op opnamen van zijn laatste vertolkingen heeft men dat niet kunnen vaststellen. Melchior zelf schreef in zijn memoires: "Na een Lohengrin-voorstelling zei ik gewoon: nu gaat de zwaan de hele weg naar huis".
Melchior trad tot 1955 nog sporadisch op, meestal bij speciale festiviteiten, waaronder eenmaal met Judy Garland. Eind jaren zestig richtte hij aan de Juilliard School de Lauritz Melchior Heldentenor Foundation op om de opleiding en carrière van jonge zangers te steunen.

## Persoonlijk
Melchior woonde vanaf 1932 in Brandenburg op het landgoed Chossewitz dat hij in de jaren twintig had geërfd. Hij verliet Duitsland in 1939 en vertrok naar de Verenigde Staten. In 1947 verwierf hij de Amerikaanse nationaliteit. Nadat hij zich uit het openbare leven had teruggetrokken, vestigde hij zich in Californië, waar hij in 1973 stierf, twee dagen voor zijn 83e verjaardag. Lauritz Melchior ligt begraven op de Assistens Kirkegård in het Kopenhaagse stadsdeel Nørrebro. Zijn zoon, de schrijver en filmregisseur Ib Jørgen Melchior (1917-2015), publiceerde in 2003 een biografie over hem.
Melchior was ook een hartstochtelijk bridgespeler en nam deel aan toernooien op het hoogste niveau.

## Onderscheidingen
- In 1936 werd Melchior door koning Christian X de hoge Deense onderscheiding Ingenio et arti uitgereikt.
- In 1960 ontving hij het Großes Verdienstkreuz van de Bondsrepubliek Duitsland.
- Hij heeft een ster op de Hollywood Walk of Fame.

## Filmografie
- Thrill of a Romance (1945)
- Two Sisters from Boston (1946)
- This Time for Keeps (1947)
- Luxury Liner (1948)
- The Stars Are Singing (1953)